# طلوع کروماتیکا
طلوع کروماتیکا (انگلیسی: Dawn of Chromatica) سومین آلبوم ریمیکس خوانندهٔ آمریکایی لیدی گاگا است. این آلبوم در ۳ سپتامبر ۲۰۲۱ از طریق استریم‌لاین و اینترسکوپ رکوردز منتشر شد. این اثر شامل ریمیکس ترانه‌های ششمین آلبوم استودیویی وی، کروماتیکا (۲۰۲۰) است. این آلبوم با دربر گرفتن آوای زیرزمینی، پاپ و هایپرپاپ، شامل همکاری با هنرمندان گوناگونی از جمله آرکا، پابلو ویتار، چارلی ایکس‌سی‌ایکس و اشنیکو و همچنین همکاری‌های آریانا گرانده، بلک‌پینک و التون جان است که در آلبوم اصلی حضور داشته‌اند.